# Rhys Duggan
Rhys John Llewellyn Duggan (Rotorua, 31 luglio 1972) è un ex rugbista a 15 neozelandese, a lungo mediano di mischia della provincia di Waikato e della franchise di Super Rugby degli Chiefs.

## Biografia
Proveniente dalla provincia di Bay of Plenty, con essa esordì a livello rugbistico nel 1993 prima di passare a Waikato nel 1994.
Nel 1996 fece parte della prima formazione degli Hurricanes che parteciparono al Super 12 SANZAR, e un anno più tardi entrò a far parte degli Chiefs, la franchise di Waikato, in cui rimase nove stagioni, anche se nelle ultime due non fu più schierato in campo per scelta tecnica, avendo il tecnico della squadra preferito elementi più giovani.
Fece la sua unica apparizione negli All Blacks, alla Coppa del Mondo di rugby 1999 contro l'Italia.
Si ritirò dalle competizioni nel 2005, dopo avere passato anche una stagione in un'altra franchise SANZAR, gli Highlanders.